# Абасанта
Абаса̀нта (на италиански и на сардински: Abbasanta) е малко градче и община в Южна Италия, провинция Ористано, автономен регион и остров Сардиния. Разположено е на 315 m надморска височина. Населението на общината е 2583 души (1 януари 2023).